# Wolkenbruch

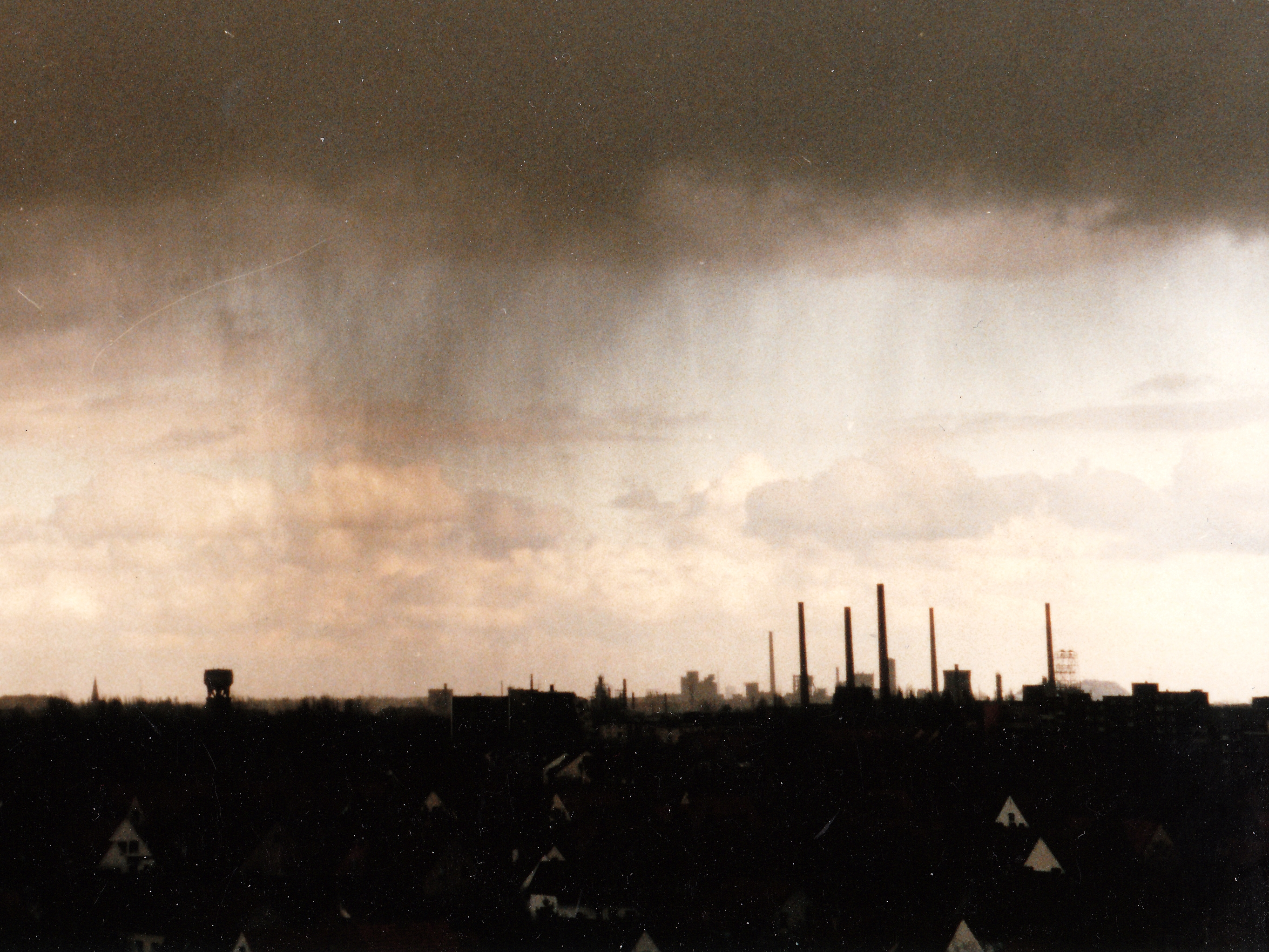
Wolkenbruch über dem ehemaligen Misburger Wasserturm (links) und den Schloten der Zementindustrie bei Hannover; um 1984

Ein Wolkenbruch ist ein kurzer, sehr starker Niederschlag, der zu lokalen Überschwemmungen führen kann. Wolkenbrüche treten häufig im Zusammenhang mit Gewittern auf und sind oft mit Graupel oder Hagel vermischt. Sie fallen aus besonders hoch reichenden Wolken, deren Obergrenzen im Extremfall bei mehr als 15 Kilometern liegen können.
Starkregen ist jedoch noch kein Wolkenbruch. Hagelkörner und Regentropfen werden durch starke, thermische Aufwinde in der Luft gehalten und regnen zum Beispiel in einem Gewitter mehr oder weniger stark ab. Durch veränderte Winde, starke Abkühlung der Unterschichten oder durch Gebirgszüge kann dieser Auftrieb plötzlich in sich zusammenbrechen. Der Wolkeninhalt kann nicht mehr gehalten werden und entleert sich in kürzester Zeit. Es kommt zu Wolkenbrüchen oder Hagelschlag. 
Die meisten Wolkenbrüche treten bei schweren Sommergewittern (Hitzegewittern, seltener bei Frontengewittern) und innerhalb der ersten drei Minuten nach Einsetzen des Regens auf. Sie sind meist ein lokales Phänomen und können sich an bestimmten Orten häufen. Beispielsweise sind Orte im Inntal südlich von Brannenburg mehrfach im Jahr von Wolkenbrüchen und Hagel betroffen. Im wenige Kilometer entfernten Neubeuern treten Wolkenbrüche hingegen nur selten auf.    